# هانا موراي
هانا موراي (بالإنجليزية: Hannah Murray)‏ ولدت في (1 يوليو 1989), في بريستول، إنجلترا, هي ممثلة البريطانية، ومثلة بدور كسي اينسورث، في المسلسل التلفزيوني، بشرات (مسلسل) . واشتهرت بتأديت دور غيلي في مسلسل صراع العروش